# Lijst van partijleiders van NSC
De partijleider van NSC is tijdens de Tweede Kamerverkiezingen de lijsttrekker. Meestal bekleedt de partijleider de functie van fractievoorzitter in de Tweede Kamer. De eerste partijleider en lijsttrekker was Pieter Omtzigt.

## Partijleiders
| Partijleiders | Partijleiders                      | Partijleiders                             | Termijn                          | Functie(s) als leider / Overige functie(s)                                           | Lijsttrekker |
| ------------- | ---------------------------------- | ----------------------------------------- | -------------------------------- | ------------------------------------------------------------------------------------ | ------------ |
|               | P.H. (Pieter) Omtzigt              | P.H. (Pieter) Omtzigt (1974)              | 20 augustus 2023 – 18 april 2025 | Lid Tweede Kamer (2003–2025) Fractievoorzitter Tweede Kamer (2021–2025)              | 2023         |
|               | J.N. (Nicolien) van Vroonhoven-Kok | J.N. (Nicolien) van Vroonhoven-Kok (1971) | 19 april 2025 – heden            | Lid Tweede Kamer (2002–2010, 2023-heden) Fractievoorzitter Tweede Kamer (2025–heden) |              |